# Belgorodskoe (Oblast' autonoma ebraica)
Belgorodskoe (in lingua russa Белгородское) è un centro abitato dell'Oblast' autonoma ebraica, situato nel Smidovičskij rajon.